# Eurapco
Eurapco (European Alliance Partners Company) est une alliance de sociétés financières européennes, principalement actives dans l'assurance. L'alliance se compose de 7 partenaires qui opèrent dans 19 pays à travers l'Europe. Son siège est à Zurich. Elle emploie 69 249 personnes à fin 2008.
Tous les partenaires sont représentés par leurs présidents au conseil d'Eurapco. Le développement des activités est défini par les représentants des partenaires et des experts des affaires.

## Missions de l'alliance
Par l'apprentissage de leur implication sur la scène internationale, les membres d'Eurapco visent à renforcer leurs avantages concurrentiels dans leurs marchés locaux.
Le réseau Eurapco permet l'échange des connaissances par la mise en réseau, le transfert des compétences et des ressources, des programmes de gestion de développement et l'obtention d'avantages commerciaux par le biais d'opérations conjointes.
Pour y parvenir, les partenaires ont mis en place des activités communes qui couvrent la plupart des lignes de leurs activités : 
- l'assurance, y compris :
  - assurance-vie,
  - assurance non-vie ;
- les fonctions d'appui respectifs, par exemple :
  - achats,
  - réassurance,
  - ressources humaines,
  - informatique,
  - marketing.

## Historique
Une première alliance, International Eureko Alliance est fondée en 1992 par Wasa (maintenant fusionnée avec Länsförsäkringar (Suède)), Avero / Centraal Beheer (maintenant Eureko (en)/ Achmea (en)(Pays-Bas)), Friends Provident (Royaume-Uni) et Topdanmark (Danemark), (à gauche de l'Alliance en 2004). En 1997, Gothaer (de), basé en Allemagne, rejoint l'alliance. La Mobilière Suisse devient partenaire en 1999. L'objectif de Eureko puis d'Eurapco est de créer un véhicule pour le développement international en cherchant des occasions de partenariat à la fois dans les marchés matures et émergents. Son siège social est établi à Zurich. Le personnel est généralement détaché par les partenaires, qui sont chargés de faciliter et d'intensifier la coopération entre eux. Cette coopération internationale a établi une base pour la création d'Eurapco. 
À la fin de 2000, Eureko est restructuré à la suite de la fusion des sociétés d'exploitation de Achmea et Seguros e Pensões (SeP), les activités d'assurance de la banque portugaise Banco Comercial Português (BCP). En conséquence, Eurapco est créée afin de poursuivre l'échange des connaissances et des activités de gestion du développement entre les partenaires de l'alliance, à créer de la valeur pour les partenaires. La SGAM COVEA, basée en France, avec les sociétés d'exploitation MAAF & MMA, rejoint alors l'alliance. 
En 2002, Eurapco devient une société de services suisse. Eureko cède SeP à la BCP. Caser devient membre à l'essai d'Eurapco en 2005 puis membre à part entière en 2008. La même année, Tapiola devient à son tour membre à l'essai.
En 2012, Eurapco emploie quinze personnes basées à Zurich pour soutenir les activités de l'alliance.
Eurapco est impliqué dans l'actuel travail de l'union européenne sur l'élaboration des futurs statuts juridiques de la « mutuelle européenne », un concept rendu nécessaire par les contraintes de marché.

## Sociétés actuellement partenaires d'Eurapco
| Rang    | Société                                | Pays                                   | Année d'adhésion                       |
| ------- | -------------------------------------- | -------------------------------------- | -------------------------------------- |
| 1       | Caser                                  | Espagne                                | 2005                                   |
| 2       | Covéa                                  | France                                 | 2000                                   |
| 3       | Eureko (en)                            | Pays-Bas                               | 2000                                   |
| 4       | Gothaer (de)                           | Allemagne                              | 2000                                   |
| 5       | Länsförsäkringar                       | Suède                                  | 2000                                   |
| 6       | Swiss Mobiliar                         | Suisse                                 | 2000                                   |
| 7       | Tapiola                                | Finlande                               | 2008                                   |
| Eurapco | Sociétés ayant une participation égale | Sociétés ayant une participation égale | Sociétés ayant une participation égale |

Eureko, Covéa et Swiss Mobiliar ont chacune une filiale société d'assistance : respectivement EuroCross International, Fidelia Assistance et mobi24. Ces trois filiales ont créé en commun une coentreprise, Astrum Alliance Assistance, dont le siège est également à Zurich.

## Activité: assurance du transport
L'assurance du fret maritime est réalisée par la coassurance : 
- Länsförsäkringar Sak Försäkringsaktiebolag (Suède) - Leader ;
- Avéro Insurance Belgium (Belgique) ;
- Union Poistovna a.s. (Slovaquie) ;
- Avéro Achmea (Pays-Bas) ;
- Gothaer (de) (Allemagne) ;
- Achmea Schadeverzekeringen NV (Pays-Bas).

Eurapco a un bureau en Lettonie lui permettant d'exercer son activité dans tous les pays baltes et propose l'assurance de la marchandise transportée, de la responsabilité civile du transporteur et de la responsabilité du transitaire.